# Terme di Caracalla (Albano)
Le terme di Caracalla (popolarmente meglio note come di Cellomaio) sono un impianto termale romano di età imperiale del centro di Albano Laziale, nell'omonimo comune, in provincia di Roma, nel Lazio. Le terme furono costruite probabilmente dall'imperatore Caracalla (211-217) in funzione dei vicini Castra Albana della Legio II Parthica: è infatti accertata la posteriorità dell'opera rispetto ai castra, e l'anteriorità rispetto ad un'altra grande opera legata ai castra, l'anfiteatro romano di Albano Laziale.

## Storia

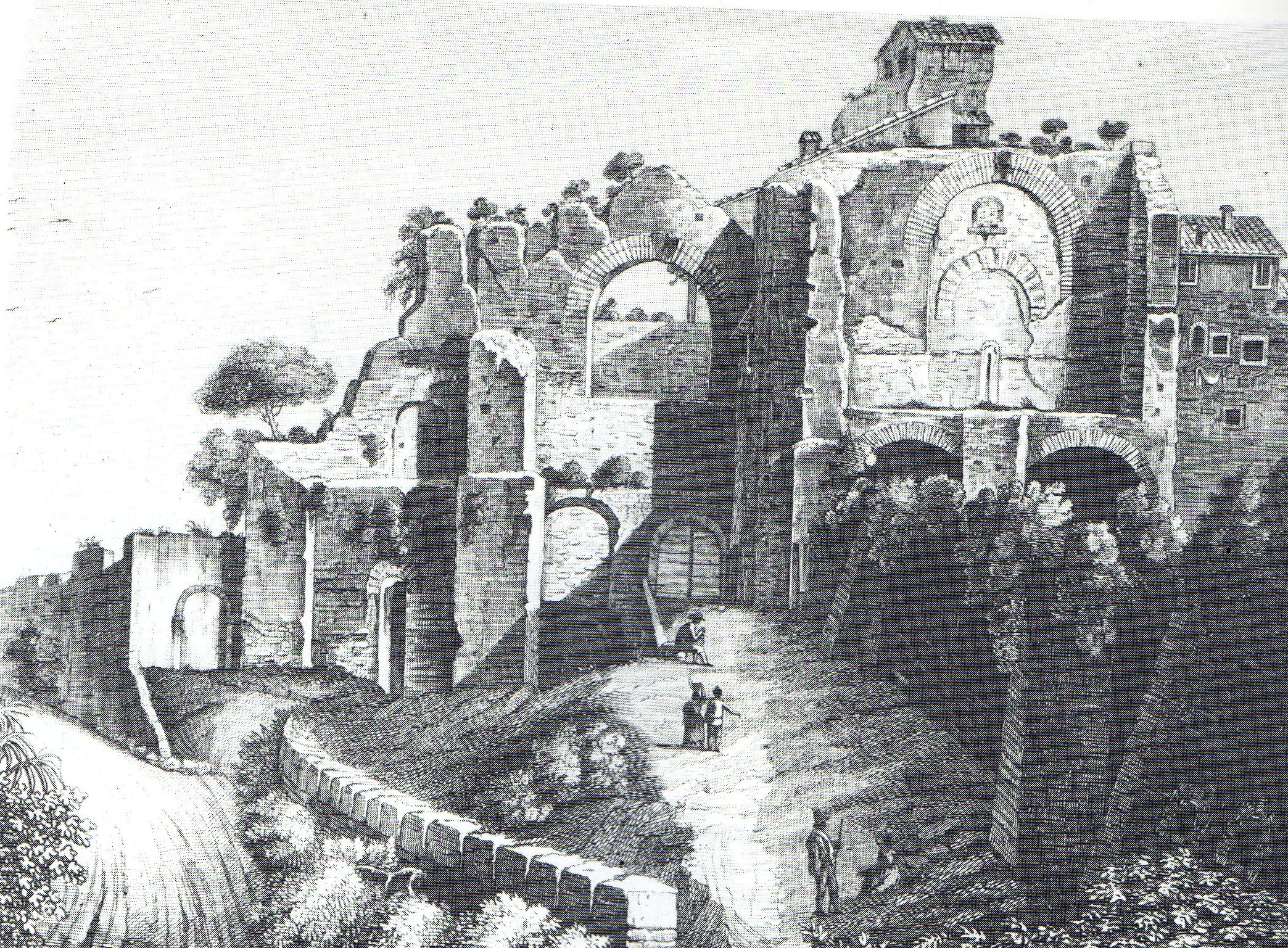
La terme in un'incisione anonima del Settecento.

## Descrizione
La pianta dell'impianto termale non seguiva le norme assiali e lo sviluppo simmetrico delle grandi terme romane (come ad esempio le omonime terme di Roma), probabilmente a causa della fondazione del complesso su strutture preesistenti. Inoltre, la facciata dell'edificio guardava obliquamente la via Appia Antica, ricalcando il lato nord-est dell'attuale chiesa di San Pietro: la facciata non era neanche in asse con il muro di cinta dei castra.
Sul lato verso l'attuale via Volontari del Sangue, dove il forte declivio del terreno permetteva la costruzione di più piani, l'edificio era probabilmente suddiviso in due piani: al piano terra si trovavano i grandi ambienti di servizio, che si estendevano verso la via Appia Antica includendo anche l'aula attualmente occupata dalla chiesa di San Pietro, mentre al primo piano si trovavano altri locali coperti da volte a botte.
L'ipocausto, ovvero l'impianto di riscaldamento dell'acqua, si trovava con molta probabilità nel sito dell'attuale convento delle Suore Oblate di Gesù e Maria. La maggior parte delle murature antiche è inglobata nelle case moderne del pittoresco quartiere di Cellomaio: tra i resti sotterranei, un tratto di pavimento a tessere musive bianche in via Cellomaio, che continua seppur ad un livello superiore 1.50 metri al di sotto del piano dell'attuale sagrestia della chiesa di San Pietro.

## Galleria d'immagini

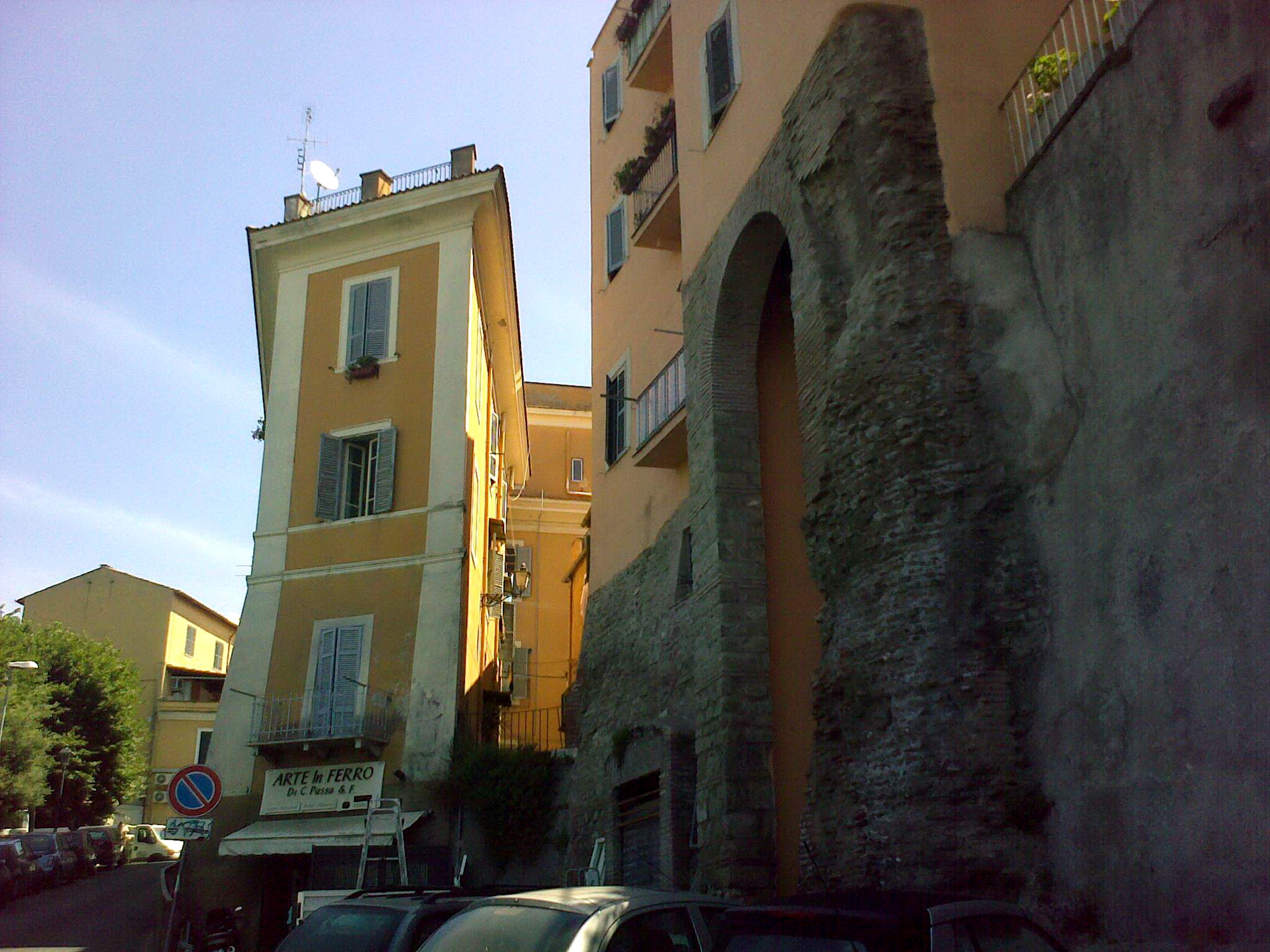
Via don Carlo Gnocchi: strutture delle terme riutilizzate come fondazioni delle case moderne.